# Andreas Wöhle
Andreas H. Wöhle (* 15. September 1958 in Braunschweig) ist evangelisch-lutherischer Pfarrer und Theologe. Seit 2008 ist er Pfarrer der Evangelisch-Lutherischen Gemeinde Amsterdam, seit 2017 zudem nebenamtlich Präsident der Evangelisch-Lutherischen Synode der Protestantischen Kirche in den Niederlanden.

## Lebenslauf

### Studium, Vikariat und Ordination ins Pfarramt
Andreas Wöhle wuchs in Braunschweig auf, wo er 1977 sein Abitur am Wilhelm-Gymnasium ablegte. Seinen Zivildienst absolvierte er in der Evangelisch-Lutherischen Gemeinde St. Thomas in Braunschweig. Zwischen 1978 und 1986 studierte er Evangelische Theologie an der Universität Hamburg, den staatlichen Universitäten Utrecht und Amsterdam sowie an der Georg-August-Universität Göttingen. In den Niederlanden absolvierte ein Spezialstudium zur jüdischen Tradition (Rabbinica, Talmudica und Judaica) bei Rabbiner Yehuda Aschkenasy in Amsterdam, Utrecht und im Jüdischen Lehrhaus der „B. Folkertsmastichting voor Talmudicain Hilversum“ (heute Stichting PaRDeS). Sein Studium an der Universität Hamburg war inhaltlich vor allem geprägt durch die Beschäftigung mit der Theologie der dort dozierenden Theologin Dorothee Sölle (1929–2003). In der Folge verbrachte er in 1981 ein Studien- und Reisesemester in Lateinamerika, unter anderem in Peru, Costa Rica und Nicaragua. Seine Publikation aus dem Jahr 2021 Van de boom leren. Politiek en mystiek in de theologie van Dorothee Sölle („Vom Baum lernen. Politik und Mystik in der Theologie Dorothee Sölles“) beschreibt unter anderem die Bedeutung der Person Sölles und ihres theologischen Ansatzes auch für sein eigenes theologisches Denken.
Nach dem Ersten Theologischen Examen an der Universität Göttingen sowie dem Kirchlichen Examen bei der Evangelisch-Lutherischen Landeskirche Braunschweigs (1986) absolvierte Andreas Wöhle sein Vikariat in der Evangelisch-Lutherischen Gemeinde in Amsterdam. In der Evangelisch-Lutherischen Kirche im Königreich der Niederlande legte er später auch sein Zweites Theologisches Examen ab, dem im Jahr 1988 seine Ordination folgte. Er wurde als Pfarrer  in die Evangelisch-Lutherische Gemeinde von Apeldoorn berufen, wo er bis 1993 amtierte. Anschließend war er bis 2001 Pfarrer der Evangelisch-Lutherischen Gemeinde von Flevoland. Dem folgte eine Zeit des theologischen Dienstes im Ausland, bis er 2008  in die Protestantische Kirche der Niederlande zurückkehrte. Seither  ist er bis heute im Dienst der Evangelisch-Lutherischen Gemeinde Amsterdam. Von 2008 bis 2018 lag seine Hauptverantwortung bei dem Kirchenexperiment der Pioniersgemeinschaft in der Martin-Luther-Kirche, wo neue Formen kirchlicher Präsenz gestaltet wurden. Über dieses Projekt erarbeitet er zurzeit  (Stand 3/2024) eine Videodokumentation unter dem Titel „Burning Man Amsterdam“. Sein Predigtstandort ist die Alte Lutherische Kirche (Oude Lutherse Kerk aan het Spui) in der Innenstadt von Amsterdam.

### Akademischer Werdegang
In den Jahren 1987 bis 2001 nahm Andreas Wöhle verschiedene Lehrtätigkeiten wahr, u. a. als theologischer Koordinator des Landeskirchlichen Zurüstungsprogramms für ehrenamtliche Mitarbeiter der Lutherischen Kirche („Lutherse Leken Opleiding“, LLO). Dort unterrichtete er als Dozent in den Bereichen Biblische Theologie und Christliche Ethik, Reformationsgeschichte, Jüdische Tradition, Lutherische Systematische Theologie und Liturgie. Im Jahr 1988 war er außerdem Gastdozent für den jüdisch-christlichen Dialog am Pastoralkolleg der Evangelisch-Lutherischen Kirche Italiens.
Auf Basis eines Promotionsstipendium des Deutschen Nationalkomitees des Lutherischen Weltbundes (DNK/LWB) und des Martin-Luther-Bundes widmete er sich am Lutherischen Seminar der Universität Amsterdam der Lutherforschung. Unter der Begleitung seines Doktorvaters, des Liturgieforschers und Lutherexperten Johannes Pieter (Joop) Boendermaker, promovierte er 1995 an der Universität Amsterdam mit einer Doktorarbeit zur Entwicklung von Luthers Gesetzesbegriff (Luthers Freude an Gottes Gesetz, Frankfurt a. M. 1998).
Nach seiner Promotion war Andreas Wöhle zwischen 1996 und 2005 maßgeblich am Internationalen Lehrgesprächsprozess der Leuenberger Kirchengemeinschaft (der heutigen Gemeinschaft Evangelischer Kirchen in Europa) beteiligt. So war er Mitglied des Redaktionsausschusses für die Studie Kirche und Israel (Leuenberger Texte, Heft 6, 2001) sowie Vorsitzender des Redaktionsausschusses der Studie Gesetz und Evangelium (Leuenberger Texte, Heft 10, 2007). Zwischen 1995 und 1997 referierte er u. a. bei internationalen Konsultation des Lutherischen Weltbundes zum Thema „Mission im Urbanen Kontext“ (Paris) sowie bei Veranstaltungen Institut für Ökumenische Forschung (Straßburg) und des Internationalen Kongresses für Lutherforschung (Heidelberg). Von 1998 bis 2000 übernahm Andreas Wöhle die Lehrstuhlvertretung für Christliche Ethik am Lutherischen Seminar der Universität Amsterdam. Zudem war er Gastlektor beim US National Workshop on Jewish Christian Relations in Houston (1999) und am Trinity Lutheran Seminary in Columbus (Ohio). Seit 2022 ist Andreas Wöhle Universitätsdozent für Lutherische Theologie an der Protestantisch-Theologischen Universität in Amsterdam (PThU). Dort organisiert er unter anderem Lehrveranstaltungen mit Boris Gunjević und Jerzy Sojka.

### Gremien- und Vorstandsarbeit

#### Jüdisch-Christlicher Dialog
Zwischen 1993 und 1999 war Andreas Wöhle Mitglied der Dialogkommission des Rates der Kirchen in den Niederlanden (RvK) für dessen Dialog mit dem Rat der Kirchen des Mittleren Ostens (MECC) bei den Konsultationen in Limassol (1993), Oegstgeest (1995) und Amman (1999). Im Jahr 2000 wurde er zum Vizepräsidenten der Lutherischen Europäischen Kommission Kirche und Judentum (LEKKJ) gewählt. Er blieb bis 2001 in dieser Funktion. 2017 wurde er dann zum Präsidenten gewählt. Zudem war er bis 2001 und erneut ab 2019 Vorsitzender der Kommission „Lernen und Feiern“ des Niederländischen Beratungsorgans von Juden und Christen (OJEC), der niederländischen Partnerorganisation des Internationalen Rates der Christen und Juden (ICCJ).

#### Beim Lutherischen Weltbund und dem Deutschen Nationalkomitee des LWB (DNK/LWB)
Von 2001 bis 2005 war Andreas Wöhle Europasekretär des Lutherischen Weltbundes in Genf in der Abteilung für Mission und Entwicklung. Programmatischer Schwerpunkt seiner Arbeit war in diesen Jahren die kirchliche Zusammenarbeit der europäischen lutherischen Kirchen sowie die Fachaufsicht über das LWB-Regionalbüro und den Regionalreferenten für Mittel- und Osteuropa in Bratislava. Hinzu kam Visitations- und Projektarbeit ebenfalls mit Fokus auf Mittel- und Osteuropa und die GUS-Staaten. Im Jahr 2007 war er Mitglied des Evaluationsteams für das Entwicklungsprogramm des Lutherischen Weltbundes in Zentralamerika mit Fokus auf El Salvador, Honduras und Nicaragua. Von 2005 bis 2007 leitete Andreas Wöhle als theologischer Referent des Deutschen Nationalkomitees des Lutherischen Weltbundes (DNK/LWB) und Geschäftsführer das Stuttgarter Büro des DNK/LWB für die Arbeitsbereiche Stipendienarbeit sowie kirchliche Zusammenarbeit und Weltdienst. In dieser Funktion koordinierte er auch die Zusammenarbeit des DNK/LWB mit Brot für die Welt und Diakonie Katastrophenhilfe.

#### Übergemeindliche Aufgaben in den Niederlanden
Von 1988 bis 1999 war Andreas Wöhle Mitglied des Vorstands der Synode der Evangelisch-Lutherischen Kirche im Königreich der Niederlande und intensiv in den „Samen op Weg-Vereinigungsprozess“ (SOW) der niederländischen Kirchen involviert. Dieser führte am 1. Mai 2004 zur Vereinigung der Niederländisch-reformierten Kirche mit den Reformierten Kirchen in den Niederlanden und der Evangelisch-Lutherischen Kirche im Königreich der Niederlande zur Protestantischen Kirche in den Niederlanden. Für die Vorläuferorganisation der vereinigten Protestantischen Kirche war er bis 2001 als landeskirchlicher theologischer Referent zuständig für die Bereiche Gottesdienst und Liturgie sowie für die Geistliche Zurüstung der ehrenamtlichen Mitarbeitenden. 2010 wurde Andreas Wöhle zum Vizepräsidenten der Evangelisch-Lutherischen Synode der Protestantischen Kirche in den Niederlanden gewählt, was er bis 2013 blieb. Von 2014 bis 2017 war er anschließend Vorsitzender des Lutherischen Pfarrkonvents der Protestantischen Kirche.
2017 wurde Andreas Wöhle in sein jetziges Amt als Präsident und Pastor Pastorum der Evangelisch-Lutherischen Synode der Protestantischen Kirche in den Niederlanden gewählt. Gegenwärtig ist er, neben seiner Verantwortung als Präsident dieser Synode und Berater der Generalsynode, Mitglied im Rat für Kirche und Israel der Protestantischen Kirche. Aufgrund dieser Expertise sowie in seiner kirchenleitenden Verantwortung wurde er in die internationale Arbeitsgruppe des Lutherischen Weltbundes berufen, die anlässlich der 13. Vollversammlung in Krakau (2023) das Studiendokument „Hoffnung für die Zukunft“ zur Jüdisch-Christlichen Begegnung verfasst. In den Jahren 2021–2023 erarbeitete Andreas Wöhle zusammen mit Ilonka Terlouw, Herbert Wevers und Maarten Wisse zudem das Studiendokument „Von Christus berufen“ (Geroepen door Christus, Utrecht 2023), das als Grundlage diente für das Gespräch innerhalb der Generalsynode zum Thema Amtstheologie.
Im Jahr 2012 war Andreas Wöhle zusammen mit acht Theologen Gründungsmitglied des Ökumenischen Forums für Katholizität, das „ein offenes Glaubensgespräch über Katholizität als wesentliche Voraussetzung der Kirche“ fördert. Er ist außerdem einer der Mitinitiatoren der interkonfessionellen „Arbeitsgruppe zur heilsamen Aufarbeitung und Bewältigung der Sklaverei-Vergangenheit für weiße und schwarze Menschen“ (Werkgroep heilzame verwerking van het slavernijverleden voor wit en zwart, HVSV), einer Partnerschaft zwischen Kirchen, dem Nationalen Institut für die niederländische Sklaverei-Vergangenheit und -Vermächtnis (NiNsee) und der Protestantisch-Theologischen Universität Amsterdam. Diese Arbeitsgruppe befasst sich mit der Förderung der gesellschaftlichen und akademischen Debatte über die Auswirkungen der kolonialen Vergangenheit auf die Gegenwart und sucht Wege und Formen um diese Vergangenheit in den Kirchen zu bewältigen. Ein zwischenzeitliches Ergebnis ist die Veröffentlichung des Buches Heilzame verwerking van het slavernijverleden voor 'wit' en 'zwart'. Een bijdrage vanuit de kerken („Die heilsame Aufarbeitung und Bewältigung der Sklaverei-Vergangenheit für weiße und schwarze Menschen. Ein Beitrag der Kirchen“, 2020). Seit 2021 arbeitet die Arbeitsgruppe beratend mit im Projekt der Protestantisch-Theologischen Universität Amsterdam und der Freien Universität Amsterdam sowie der Protestantischen Kirche, das die Beteiligung der Kirchen an der Versklavung in der Kolonialzeit zu erforschen anstrebt.

## Persönliches
Andreas Wöhle ist in zweiter Ehe mit der deutschen Theologin und Pfarrerin Kersten Storch verheiratet. Er hat vier Kinder. Er praktiziert Shinkendo, eine Form des auf Samurai-Traditionen basierenden Japanischen Schwertkampfes, ist Connaisseur und leidenschaftlicher Sammler von Schottischem Whisky und spielt Saxofon mit einer Vorliebe für Jazz. Er ist Mitglied des internationalen musikalischen Netzwerkes Blue Church, das neue Formen von Musikalität im kirchlichen Zusammenhang erarbeitet 2019 referierte er u. a. bei der internationalen Tagung „I let a song go out of my heart. Jazz, Singen und Kirche“ an der Evangelischen Akademie Loccum zum Thema „Gottesdienst als Jazz“. In dem von ihm erarbeiteten theologischen Konzept „Cooking Grace“ verbindet er zudem sein kulinarisches Interesse mit der Entwicklung einer neuen Sprache für die kirchliche Spiritualität der Zukunft.

## Veröffentlichungen (in Auswahl)

### Bücher
- Mit Gilbert Baudet: Vierkant Paulus. De Ploeg. Utrecht 1991, ISBN 90-6584-064-8
- Mit Uwe F.W. Bauer: Lehren und Lernen in jüdisch-christlicher Tradition: Erfahrungen aus den Niederlanden. Erev-Rav-Hefte/Israelitisch denken lernen 1. Erev-Rav, Verein für Biblische u. Politische Bildung. Wittingen 1995, ISBN 3-9803752-1-8
- Luthers Freude an Gottes Gesetz: eine historische Quellenstudie zur Oszillation des Gesetzesbegriffes Martin Luthers im Licht seiner alttestamentlichen Predigten. Haag u. Herchen. Frankfurt am Main 1998, ISBN 3-86137-660-1
- Mit Egbert Boeker, Rhoïnde Mijnals-Doth, Urwin C. Vyent: Heilzame verwerking van het slavernijverleden voor 'wit' en 'zwart'. Een bijdrage vanuit de kerken. Stichting Lutherse Uitgeverij en Boeken (SLUB). Den Haag 2020, ISBN 978-90-76093-58-1
- Van de boom leren: Politiek en mystiek in de theologie van Dorothee Sölle. KokBoekencentrum. Utrecht 2021, ISBN 978-90-435-3728-5
- Mit Ilonka Terlouw, Herbert Wevers und Maarten Wisse: Geroepen door Christus. Een theologie van de ambten. KokBoekencentrum. Utrecht 2023, ISBN 978-90-435-3963-0

### Artikel
- Gesetzesfreude bei Luther: einige Beobachtungen zur Oszillation des Gesetzesbegriffes in Luthers Predigten über das Alte Testament. in: Lutherische Kirche in der Welt / Jahrbuch des Martin-Luther-Bundes 44 (1997). Martin-Luthers-Verlag (Erlangen 1997) 119–129.
- ‚Op het pad van gehoorzaamheid en verzoening‘ in: De belijdenis van Belhar in de context van Zuid-Afrika, in de context van Nederland. Kok (Kampen 1998) 45–49.‚De maat der vrijheid. Enkele overwegingen bij dilemma's van een theologische grondlegging van de ethiek tussen vrijheid en gebondenheid‘ in: Bevrijding en vrijheid (Festschrift Prof. Dr. S.E. Hof). Stichting Lutherse Uitgeverij en Boeken (Den Haag 1998) 114–121.
- ‚Luther, Lutheranism and spiritualistic phenomena‘ in: Ingo Wulfhorst ed., Spiritualism: a challenge to the churches in Europe. LWF studies 2. Lutheran World Federation (Genf 2004) 11–21.
- ‚„Saltus liturgicus oecumenicus“: two perspectives on ecumenical dialogue „beyond BEM“‘ in: Thomas F. Best und Tamara Grdzelidze ed., BEM at 25. Baptism, Eucharist and Ministry. Critical insights into a continuing legacy. Faith and order paper 205. WCC Publications (Genf 2007) 277–287.
- ‚Symphonische Ökumene. Gedanken über ein anderes Miteinander der Kirchen‘ in: Dagmar Heller u. a. ed., Mache dich auf und werde licht! Ökumenische Visionen in Zeiten des Umbruchs. Festschrift für Konrad Raiser Verlag Otto Lembeck (Frankfurt a. M. 2008) 273–279.
- ‚Jantine Auguste Haumersen‘ in: Women on the move. Women in Church and Society. Lutherischer Weltbund (Genf 2018), 38.
- ‚Opgericht om te dienen. Algemeen en ministerieel priesterschap‘, Perspectief 53 (2021) 20–28.
- ‚Ordinatie: ordening voor een betrouwbaar ambt‘, Kerk en Theologie 72 (2021) 95 f.